# Niżni Lalkowy Przechód
Niżni Lalkowy Przechód (słow. Nižný lalkový priechod, ok. 1860 m) – przełączka w południowo-zachodniej, opadającej do Czarnostawiańskiego Kotła grani Żabiego Mnicha w Tatrach Polskich. Znajduje się w grzędzie opadającej z Niżniej Lalkowej Turniczki, i jest najniżej położoną przełączką w tej grani. Ku południowo-wschodniej stronie przełączka opada około 100 metrowej wysokości skalno-trawiastym urwiskiem (w zależności od wariantu II lub 0+ w skali tatrzańskiej) w stronę Wyżniego Białczańskiego Żlebu.
Południowo-zachodnia grań Żabiego Mnicha udostępniona jest do wspinaczki skalnej i jest to jeden z bardziej popularnych rejonów wspinaczkowych nad Morskim Okiem. Poniżej Niżniego Lalkowego Przechodu znajduje się rozdroże ścieżek wydeptanych przez taterników.
Autorem nazwy przełączki jest Władysław Cywiński.

## Drogi wspinaczkowe
1. Wyżnim Białczańskim Żlebem z ominięciem progu; I, czas przejścia od Czarnego Stawu pod Rysami na Wyżnią Białczańską Przełęcz 1 godz.
2. Południowo-zachodnią granią Żabiego Mnicha; V, 3 godz.[2]